# أمطار البيضاء
هي حالة مطرية وتقلبات جوية أثرت على عدد من مناطق المملكة العربية السعودية خلال الفترة من 24 أبريل حتى 4 مايو 2013.

## التسمية
أطلقت لجنة تسمية الحالات المناخية المميزة بالمملكة العربية السعودية تسمية الحالة المطرية باسم البيضاء، تفاؤلا وتمييزاً لها عن غيرها، وهي من الأسماء المدرجة في جدول سابق ومعتمد من قِبل اللجنة، وذلك لسهولة الحديث عن الحالة حاضراً ومستقبلاً لدى المهتمين والمراقبين.

## الحالة
نشأت هذه الحالة المطرية من كتل هوائية رطبة قادمة من بحر العرب، بالإضافة لانتقال الرطوبة الاستوائية التي تمددت وتوغلت عبر منخفض السودان إلى داخل أجواء المملكة العربية السعودية، وكانت الكتل الرطبة اندفعت فوق أجواء المملكة في الطبقات الجوية المختلفة ولتقحت بأخاديد علوية باردة، بعد أن اسهمت التيارات الصاعدة برفعها للطبقات الباردة، شكلت هذه العملية سحب ركامية وطبقية. تسببت السيول الناجمة عن الأمطار الغزيرة التي هطلت على السعودية في مقتل ما لا يقل عن 25 شخصًا، وتم إخلاء أكثر من 6 قرى في محيط وادي تبالة بمحافظة بيشة، بعد انهيار جزء من السد الترابي للوادي. ولم تشهد السعودية أمطار كهذه منذ 25 سنة.